# Forêts mixtes humides de l'Atlantique nord
Localisation
Les forêts mixtes humides de l'Atlantique nord forment une écorégion terrestre définie par le Fonds mondial pour la nature (WWF), qui appartient au biome des forêts de feuillus et forêts mixtes tempérées de l'écozone paléarctique. Elle couvre le Nord-Ouest de l'Irlande et de l'Écosse, les archipels écossais des Orcades, des Shetlands et des Hébrides, ainsi que l'île de Bremangerlandet sur la côte norvégienne.

## Galerie

Paysages de la forêt mixte humide de l'Atlantique nord
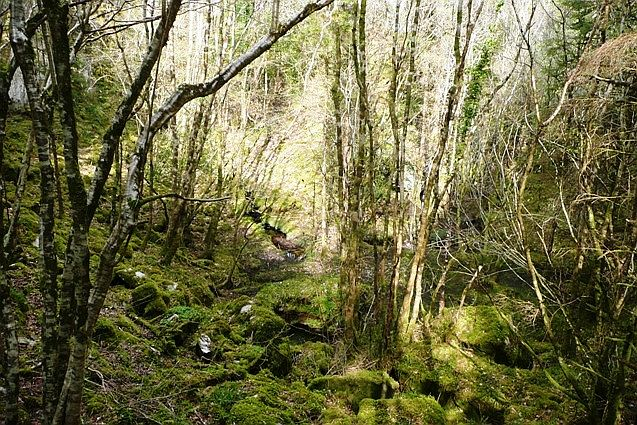
Comté de Kerry (Irlande) en 2008
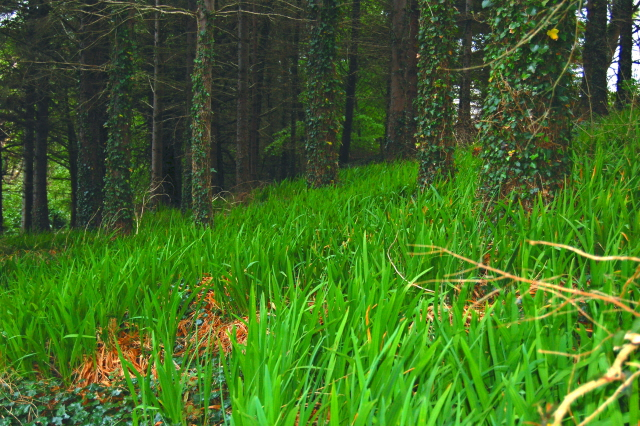
Chemin côtier du comté de Donegal (Irlande) en 2008
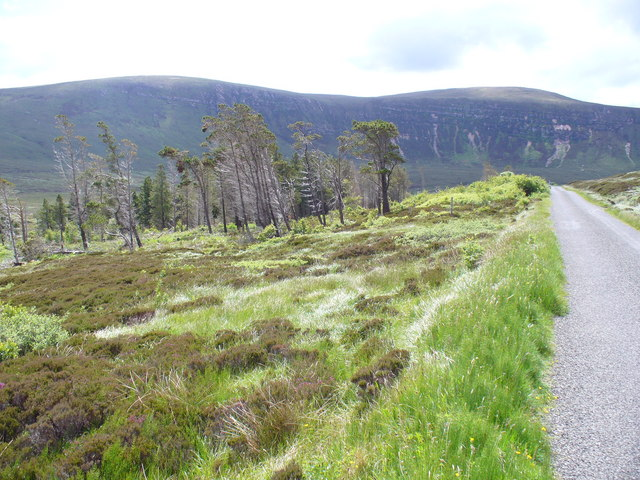
Bois de Hoy, îles Orcades (Écosse) en 2007
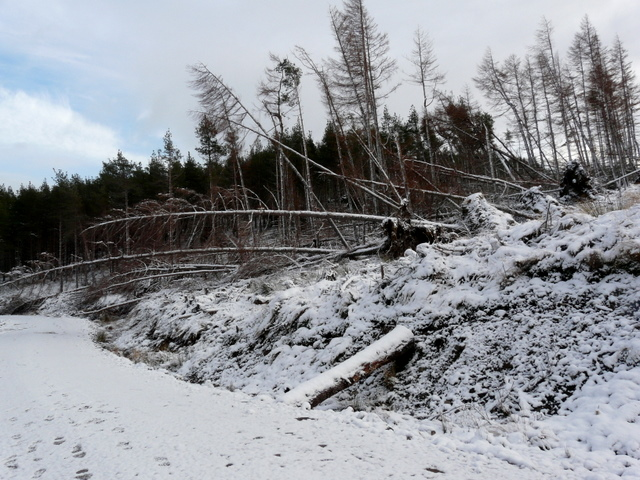
Arbres abattus par la tempête dans le comté de Highland (Écosse) en 2008